# Novy-Chevrières
 Novy-Chevrières  là một xã ở tỉnh Ardennes, thuộc vùng Grand Est ở phía bắc nước Pháp.